# Falrad van Sint-Vaast

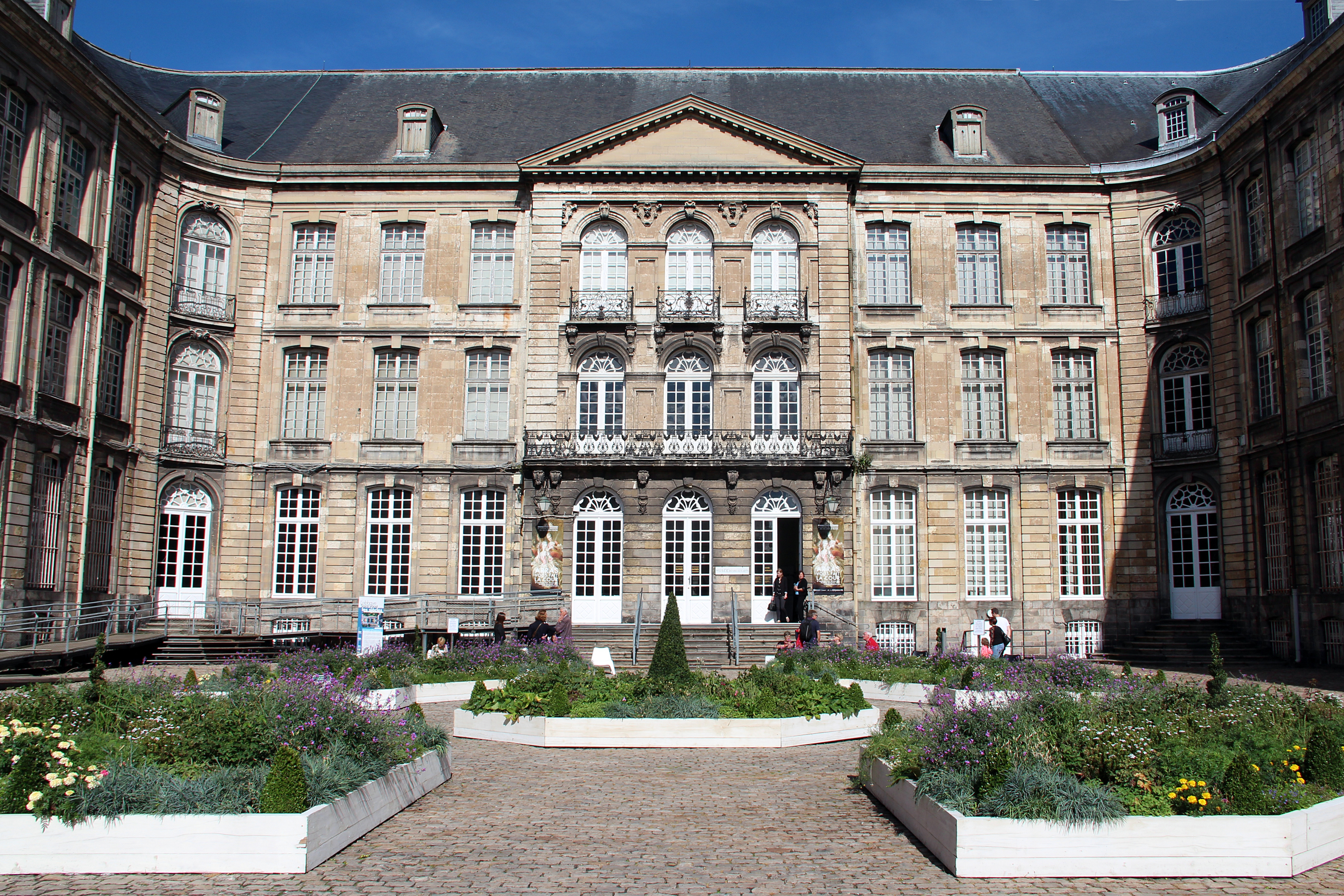
Abdij van Sint-Vaast

Falrad van Sint-Vaast was een Vlaamse abt. Hij bekleedde zijn ambt naar schatting tussen 990 en 1004, het jaar van zijn afzetting. Hij was de opvolger van abt Malfrid en werd zelf opgevolgd door de abt Heribert, die al snel vervangen werd door Richard in 1008.  Falrads leven werd getekend door zijn rebellie tegen het bisschoppelijke gezag over zijn abdij en zijn samenwerking met Boudewijn IV, graaf van Vlaanderen en Æthelgar, aartsbisschop van Canterbury. 
De enige gekende bewaarde contemporaine bronnen over deze abt zijn de Gesta episcoporum Cameracensium en een brief die hij schreef aan Æthelgar, aartsbisschop van Canterbury.

## Levensloop

### Rebellie
In de Gesta episcoporum cameracensium wordt vermeld dat Falrad wilde breken met het bisschoppelijk gezag. Hij was geen voorstander van de bemoeienissen van de bisschoppen met zijn abdij.
Om die reden heeft hij een charter van bisschop Vindicianus uit 680 vervalst. Deze bisschop zou gezegd hebben dat de abdij onder direct toezicht van de Heilige Stoel behoorde. Met andere woorden, de bisschoppen hadden geen inspraak in het bestuur van de abdij. De toenmalige bisschop Rothard heeft dit handvest afgewezen.

### Boudewijn IV, graaf van Vlaanderen

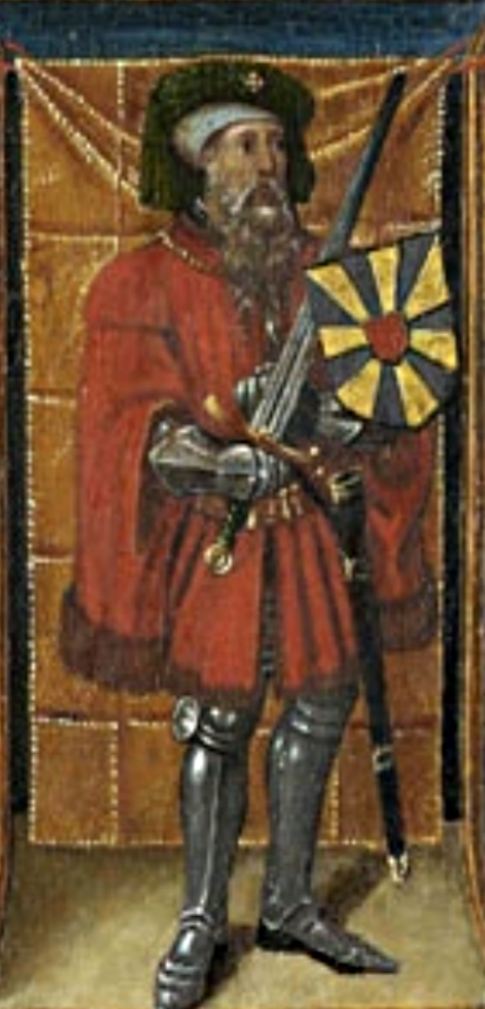
Boudewijn IV, graaf van Vlaanderen ten tijde van Falrad. Hij was eerst een bondgenoot en later een vijand van Falrad.

Sinds de heerschappij graaf Boudewijn II van Vlaanderen in de vroege tiende eeuw stond de abdij van Sint-Vaast onder invloed van de Vlaamse graven. De abdij werd door de graven van Vlaanderen als centrum beschouwd in het bisdom Atrecht-Kamerijk. Van hieruit beoefenden ze hun macht uit op het bisdom.
Boudewijn IV, de toenmalige graaf van Vlaanderen, steunde Falrad in zijn rebellie. Hiermee brak Boudewijn met de vreedzame politiek van Arnulf II. Boudewijn had de ambitie om het bisdom Atrecht-Kamerijk onder zijn invloed te krijgen en kon daarbij de medewerking van de abdij van Sint-Vaast goed gebruiken. Na de dood van bisschop Rothard in 995 grepen de twee de kans om samen te werken.
Falrad liet zijn mannen de bisschoppelijke eigendommen plunderen en in brand steken. Boudewijn IV had door dat Falrad te ver ging in zijn rebellie en dat hij de abt niet meer in de hand had.
In 1004 riep Boudewijn IV de hulp in van bisschop Erluin, de opvolger van Rothard. Samen zetten ze, met behulp van de monniken van Sint-Vaast Falrad af als abt.

## Contemporaine bronnen

### Gesta episcoporum Cameracensium
De Gesta episcoporum Cameracensium is de één van de voornaamste primaire bronnen die de periode van Falrad beschrijven. Deze kroniek stelt Falrad in een slecht daglicht. Zo beschrijft het zijn seculiere praktijken en veroordeelt het zijn onkuise neigingen.
De Gesta doet ook een poging het gedrag van Boudewijn IV te verantwoorden.  Zo beweert het dat de samenwerking met Falrad een verkeerde inschatting was van graaf Boudewijn.

### Brief aan Æthelgar, aartsbisschop van Canterbury
Tussen de zomer van 998 en februari 990 had abt Falrad een brief aan Æthelgar, de aartsbisschop van Canterbury geschreven. In deze brief verzocht Falrad om de vriendschap die er tussen de abdij van Sint-Vaast en Æthelgars voorganger Dunstan was voort te zetten. Hij vroeg ook naar de beneficia die hem eerder door Dunstan beloofd werden. Falrad specifieerde dat hij exenia verwachtte, dit zijn geschenken die verplicht uitgewisseld worden tussen kerkelijke partners. Deze band zou de abt normaal met zijn eigen bisschop, in dit geval Rothard, moeten hebben. Het is dus eigenaardig dat hij zich voor deze geschenken rechtstreeks tot een buitenlandse aartsbisschop wendt. Falrad hoopte door zijn partnerschap met Canterbury de positie van Arras in Vlaanderen te versterken. De steun van aartsbisschop Æthelgar was een geldig argument tegen de opvatting van de bisschoppen Rothard en zijn opvolger Erluin. Volgens hen vereiste de Regel van Benedictus immers dat elke abt onder toezicht van een bisschop staat.
Het antwoord van aartsbisschop Æthelgar op deze brief is niet gekend. Wat wel gekend is: de opvolger van Æthelgar, Sigeric, heeft nog contact gehad met de monniken van Sint-Vaast. Sigeric was ongerust over de situatie in Arras. Bij de terugkeer van zijn reis naar Rome verbleef hij daar dan ook. Het is echter onzeker of hij dan ook daadwerkelijk in de abdij van Sint-Vaast heeft verbleven.  Wel is er een misboekje van Sint-Vaast aan Sigeric gegeven. De band tussen de abdij van Sint-Vaast en de aartsbisschop van Canterbury is dus niet verwaterd na de rebellie van Falrad. Het antwoord van Æthelgar zal dus hoogstwaarschijnlijk niet negatief geweest zijn.